# Pradocabalos
Pradocabalos (llamada oficialmente Santa María de Pradocabalos) es una parroquia y un lugar del municipio español de Viana del Bollo, en la provincia de Orense, Galicia.

## Organización territorial
La parroquia está formada por una entidad de población:
- Pradocabalos

## Demografía
Gráfica demográfica del lugar y parroquia de Pradocabalos según el INE español:
| Gráfica de evolución demográfica de Pradocabalos entre 2000 y 2023 |
|                                                                    |
| Datos según el nomenclátor publicado por el INE.                   |